# Touchdown Hills
Touchdown Hills är en kulle i Antarktis. Den ligger i Östantarktis. Argentina och Storbritannien gör anspråk på området. Toppen på Touchdown Hills är 463 meter över havet.
Terrängen runt Touchdown Hills är huvudsakligen lite kuperad. Trakten är obefolkad. Det finns inga samhällen i närheten.